# Zerene cesonia

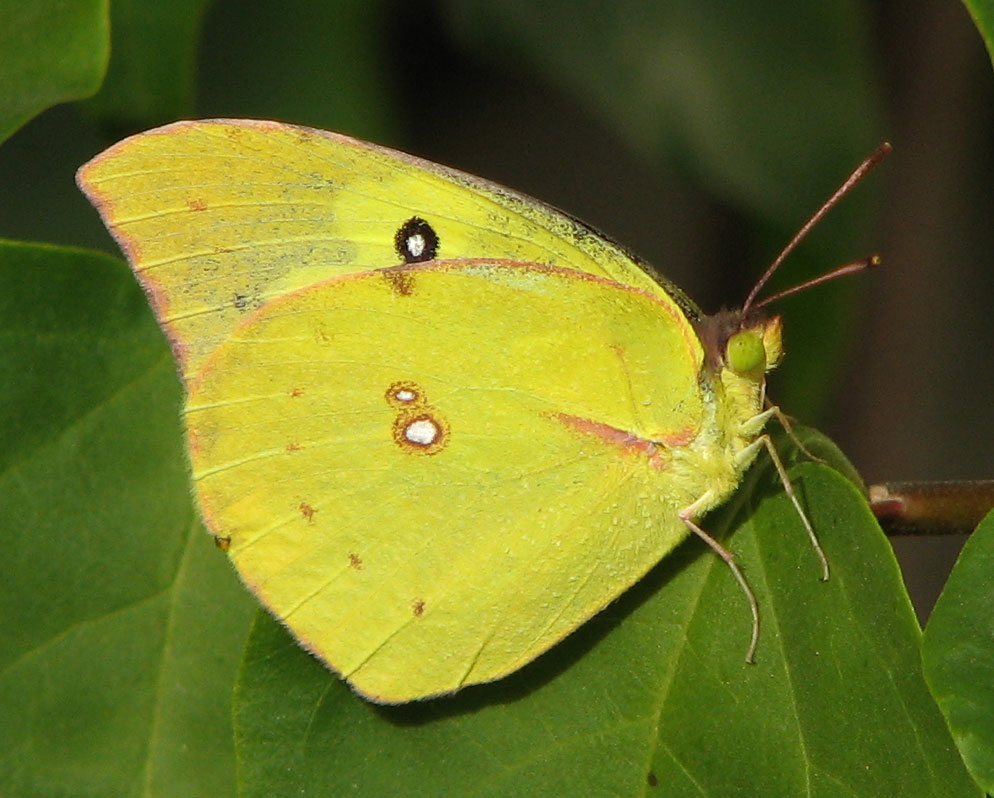
Flügelunterseite

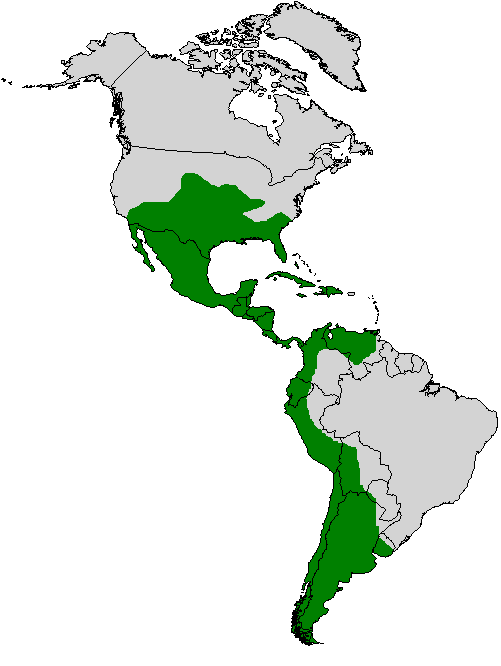
Vorkommensgebiete

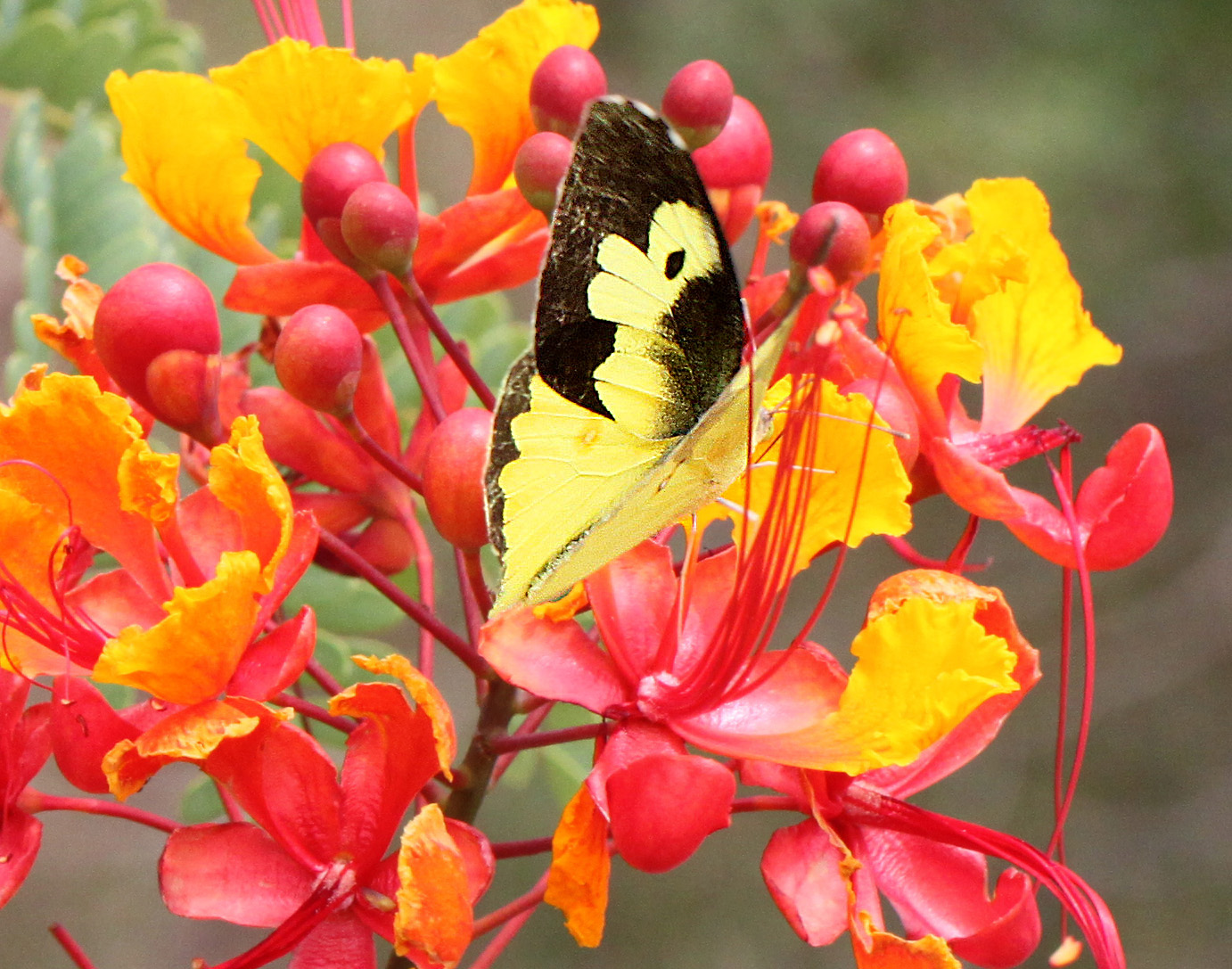
Falter beim Blütenbesuch

Zerene cesonia (Synonym: Colias cesonia) ist ein in Nord-, Mittel- und Südamerika vorkommender Schmetterling (Tagfalter) aus der Familie der Weißlinge (Pieridae).

## Merkmale

### Falter
Die Falter erreichen eine Flügelspannweite von 54 bis 76 Millimetern. Zwischen den Geschlechtern besteht bei einigen Formen ein Sexualdimorphismus. Bei den Männchen ist die Grundfarbe auf der Vorderflügeloberseite schwarzbraun. Die Diskalregion ist gelb und reicht in der Mitte bis in die Postdiskalregion. Ein großer schwarzer Diskalfleck hebt sich deutlich ab. Einige Betrachter sind der Ansicht, die gelbe Zeichnung mit dem schwarzen augenähnlichen Diskalfleck ähnelt dem Profil eines Hundegesichts, weshalb diese südliche Art im englischen Sprachgebrauch Southern Dogface genannt wird. Der Saumbereich auf der gelben Hinterflügeloberseite hat eine schwarzbraune Farbe. Ein oder zwei orange gelbe Diskalflecke heben sich nur undeutlich ab. Beide Flügelunterseiten sind gelb. Auf der Vorderflügelunterseite hebt sich ein schwarzer, weiß gekernter Diskalfleck ab. Die Hinterflügelunterseite zeigt zwei miteinander verbundene weiße Mittelflecke in Form einer 8, die braun umrandet sind. Weibchen ähneln in den meisten Fällen in Grundfarbe und Zeichnung den Männchen, sind jedoch etwas blasser gefärbt. Zuweilen treten Exemplare auf, deren Vorderflügeloberseite bis auf schmale Bereiche am Apex einfarbig gelb sind. Auf den Flügelunterseiten sind die Exemplare der regenreichen Sommersaison gelb, während diejenigen der trockenen Wintersaison leichte schwärzliche und rosafarbene Marmorierungen auf gelbem Grund zeigen.

### Ei, Raupe, Puppe
Die Eier haben die Form eines länglichen Rotationsellipsoids, eine cremig weiße Farbe und schwache Längsrippen. Junge Raupen sind grün gefärbt und zeigen einen weißen Seitenstreifen. Ausgewachsen sind sie auf jedem Körpersegment mit schwarzen und gelben Querlinien versehen. Die Puppe ist als Gürtelpuppe ausgebildet und hat zunächst eine grasgrüne Farbe, von der sich einige kleine schwarze Punkten und eine graue Seitenlinie abheben. Kurz vor dem Schlüpfen scheint das Flügelmuster bereits durch die Flügelscheiden hindurch.

### Ähnliche Arten
Zerene eurydice (englisch California Dogface genannt) unterscheidet sich dadurch, dass der gelbliche Bereich um den Diskalfleck auf der Vorderflügelseite leicht violett irisierend schimmert und die schwarzbraune Submarginalregion sehr breit ist. Die Art kommt ausschließlich in Kalifornien vor.

## Verbreitung, Unterarten und Lebensraum
Das Vorkommensgebiet der Art erstreckt sich von Texas, Arizona und Florida durch Mittelamerika und entlang der südamerikanischen Westküste bis nach Argentinien. Außer der Nominatform Zerene cesonia cesonia werden in Südamerika noch weitere fünf Unterarten geführt.
Zerene cesonia besiedelt in erster Linie offene Graslandschaften, Präriegebiete, Trockengebüschzonen, Weideland sowie lichte Wälder und Straßenränder.

## Lebensweise
Die Falter fliegen in den Südstaaten der USA in drei Generationen im Jahr und in Südamerika in mehreren Generationen das ganze Jahr hindurch. Einzelne Falter, die in die nördlichen Regionen bis nach Kanada wandern, pflanzen sich dort nicht fort. Beide Geschlechter saugen zur Nahrungsaufnahme gerne an Blüten, beispielsweise an Luzerne (Medicago sativa), Mädchenaugen (Coreopsis) oder Verbenen (Verbena). Zuweilen suchen sie auch feuchte Erdstellen auf, um Flüssigkeit und Mineralstoffe aufzunehmen. Die Weibchen legen die Eier an der Unterseite der Nahrungspflanzen ab. Die Raupen leben einzeln und ernähren sich von den Blättern verschiedener Hülsenfrüchtler (Fabaceae), dazu zählen Bastardindigo (Amorpha fruticosa), Sojabohnen (Glycine max) und Dalea purpurea.